# Jetřichovická Bělá
Jetřichovická Bělá je 6 km dlouhý vodní tok na území obce Jetřichovice v NP České Švýcarsko. Pramení ve východních svazích Suchého vrchu (vrchol 481 m n. m.) a ze dvou zdrojnic vzniká nejprve pod názvem Velká Bělá, zprvu směřujíce jihozápadním směrem. V Jetřichovicích již pod názvem Jetřichovická Bělá pokračuje západním směrem. Vyznačuje se vysokým průtokem a nebývalou čistotou, kterou lze pozorovat zejména v 1,5 kilometrovém úseku od Starého (někdejšího Günterova) mlýna k soutoku s říčkou Kamenicí (část trasy k Dolskému mlýnu). Zde vytváří malebné meandry s bujnými porosty vodních rostlin a značně nabývá na průtoku vlivem drobných přítoků a spodních vod z pískovcových podloží.

## Studánky
V pravobřežní oblasti horního toku Jetřichovické Bělé se mezi zástavbou západní části intravilánu Jetřichovic nachází bezejmenná studánka s kvalitní pitnou vodou. Na dolním toku u žlutě značené turistické cesty a cyklotrasy č. 3076 se nachází vrt, upravený jako tzv. Hubertova studánka a o několik metrů dále vpravo u cesty pod skalní stěnou je další bezejmenná studánka. Tato studánka kdysi sloužila jako zdroj pitné vody obyvatelům přibližně 400 metrů vzdáleného Bachmanshausu, domu č.p. 1 někdejší osady Grundmühle poblíž soutoku Jetřichovické Bělé s Kamenicí.

## Návrat lososa

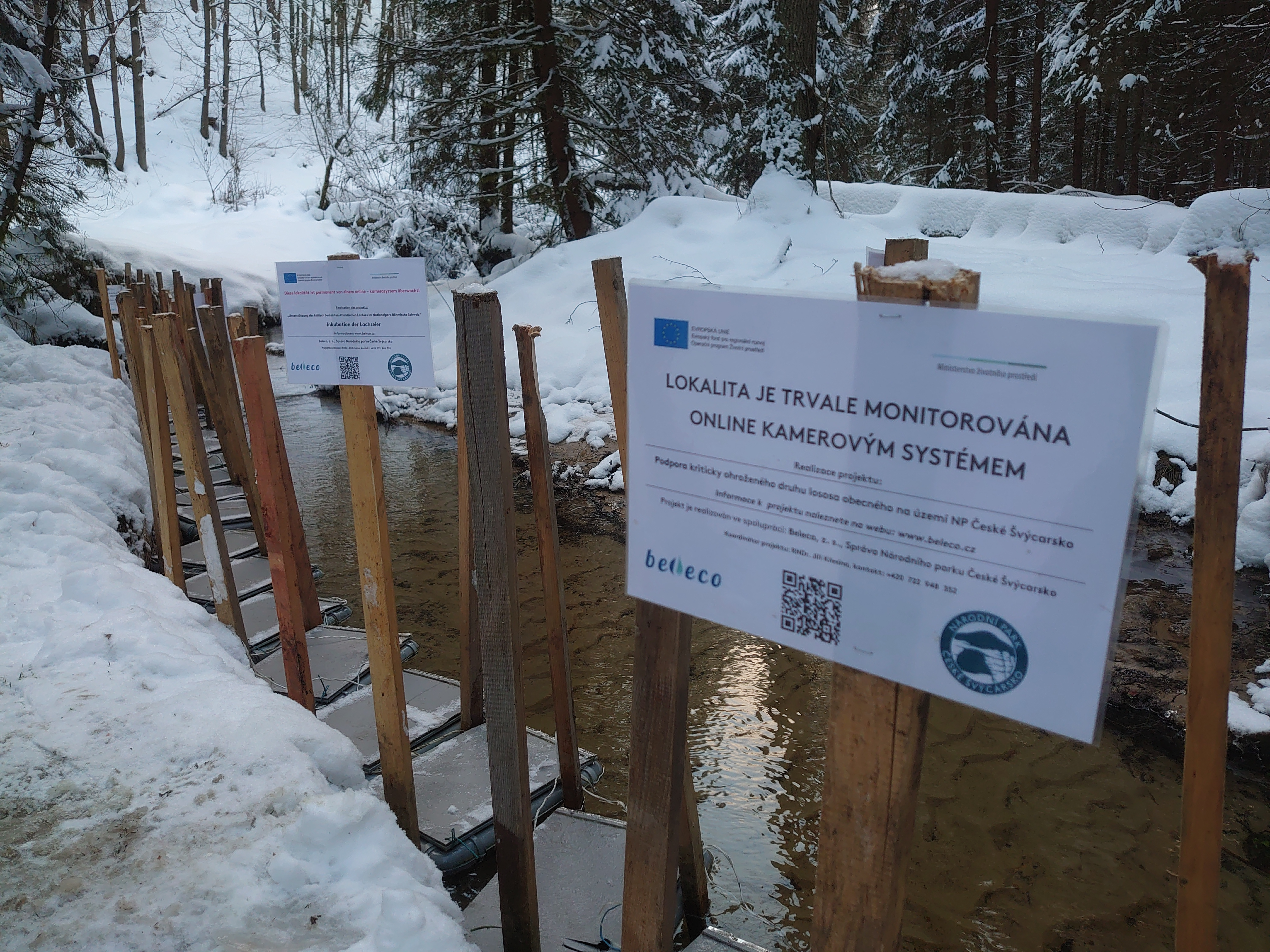
Inkubace jiker lososa na Jetřichovické Bělé

Na jaře roku 2019 ichtyolog RNDr. Jiří Křesina z organizace Beleco, která se zabývá aplikovanou ekologií, vypustil ve spolupráci se Správou národního parku České Švýcarsko do Jetřichovické Bělé první tisícovky lososích plůdků. Plůdek zde na potoce byl inkubován přímo z jiker ve speciálních plovoucích inkubačních schránkách. Inovovaná inkubační schránka LOSOSA je průmyslovým vzorem vlastněným organizací Beleco, z. s. Inkubováno je 100.000 kusů jiker jejichž genetický základ pochází ze Švédska. Tato inkubace bude probíhat do roku 2023 s cílem pokusit se o navrácení lososů do českých toků.

## Přístup
Prakticky celý tok Jetřichovické Bělé je možné sledovat z bezprostřední blízkosti - od východního okraje Jetřichovic, kolem Starého mlýna až k soutoku s Kamenicí vede žlutě značená turistická cesta a také cyklotrasa č. 3076, které pak směřují přes Dolský mlýn a Kamenickou Stráň k severnímu úpatí Růžovského vrchu.

## Mezi Starým a Dolským mlýnem

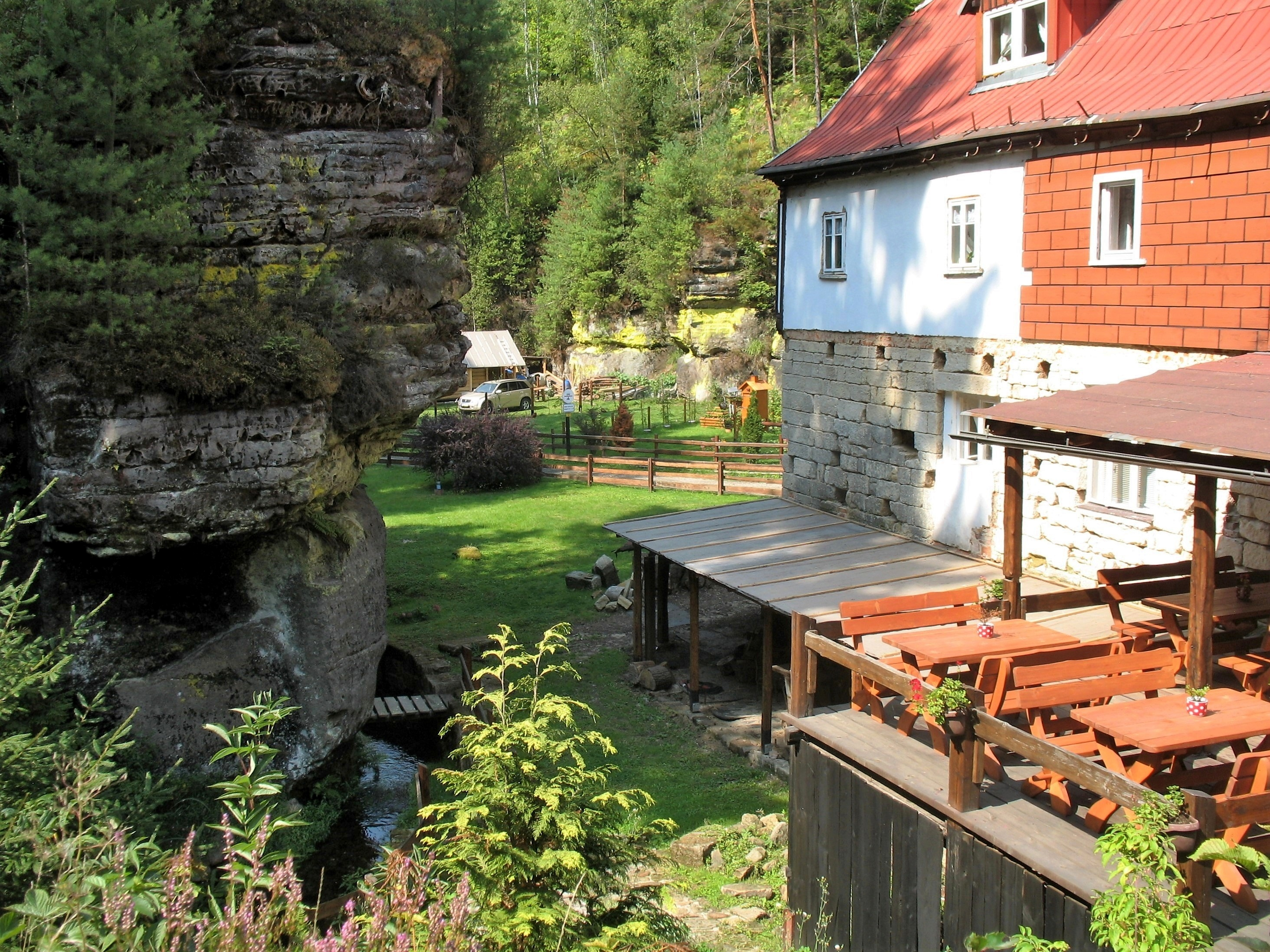
U Starého mlýna
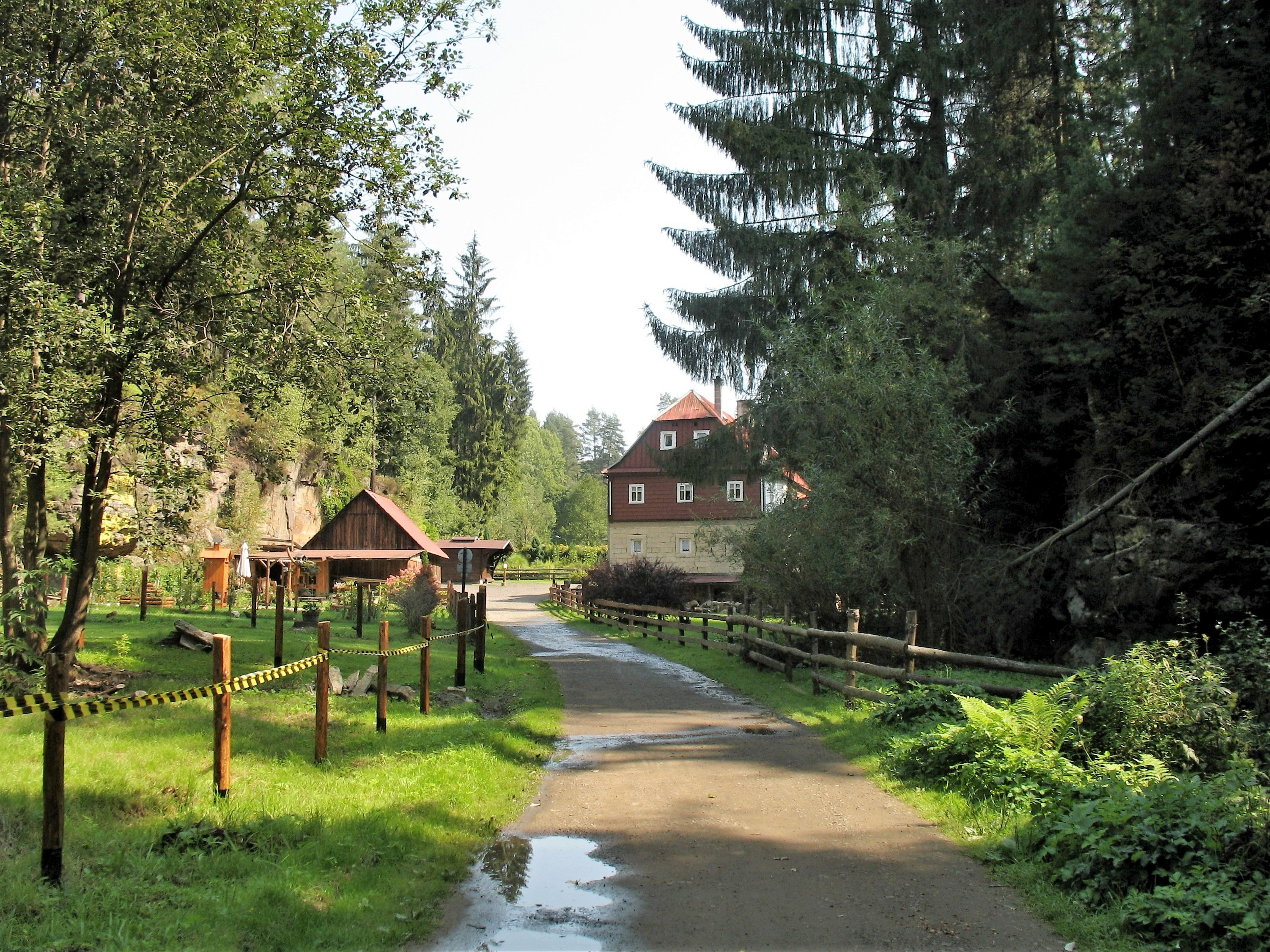
Údolí pod Starým mlýnem
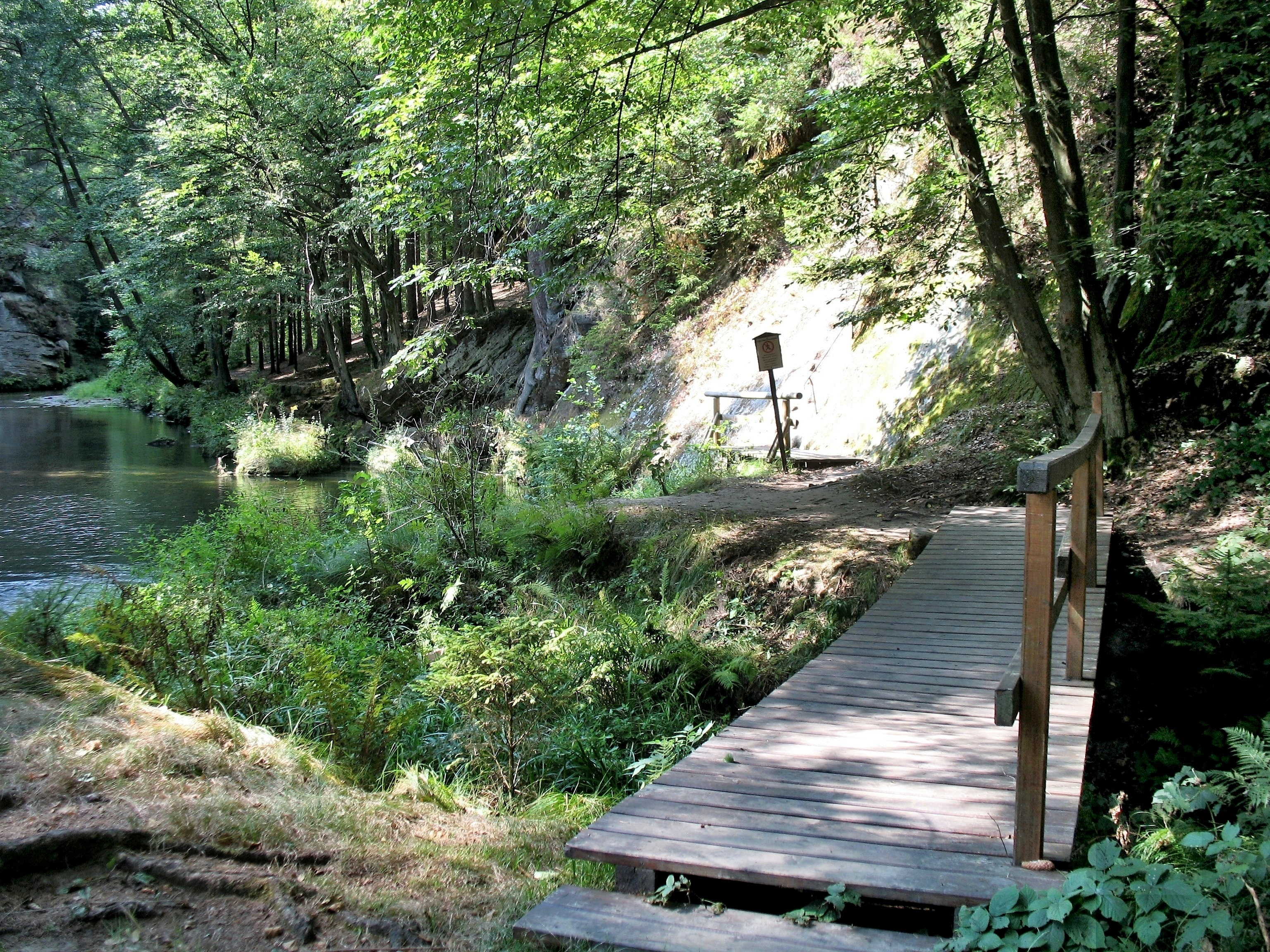
Ústí Jetřichovické Bělé do Kamenice
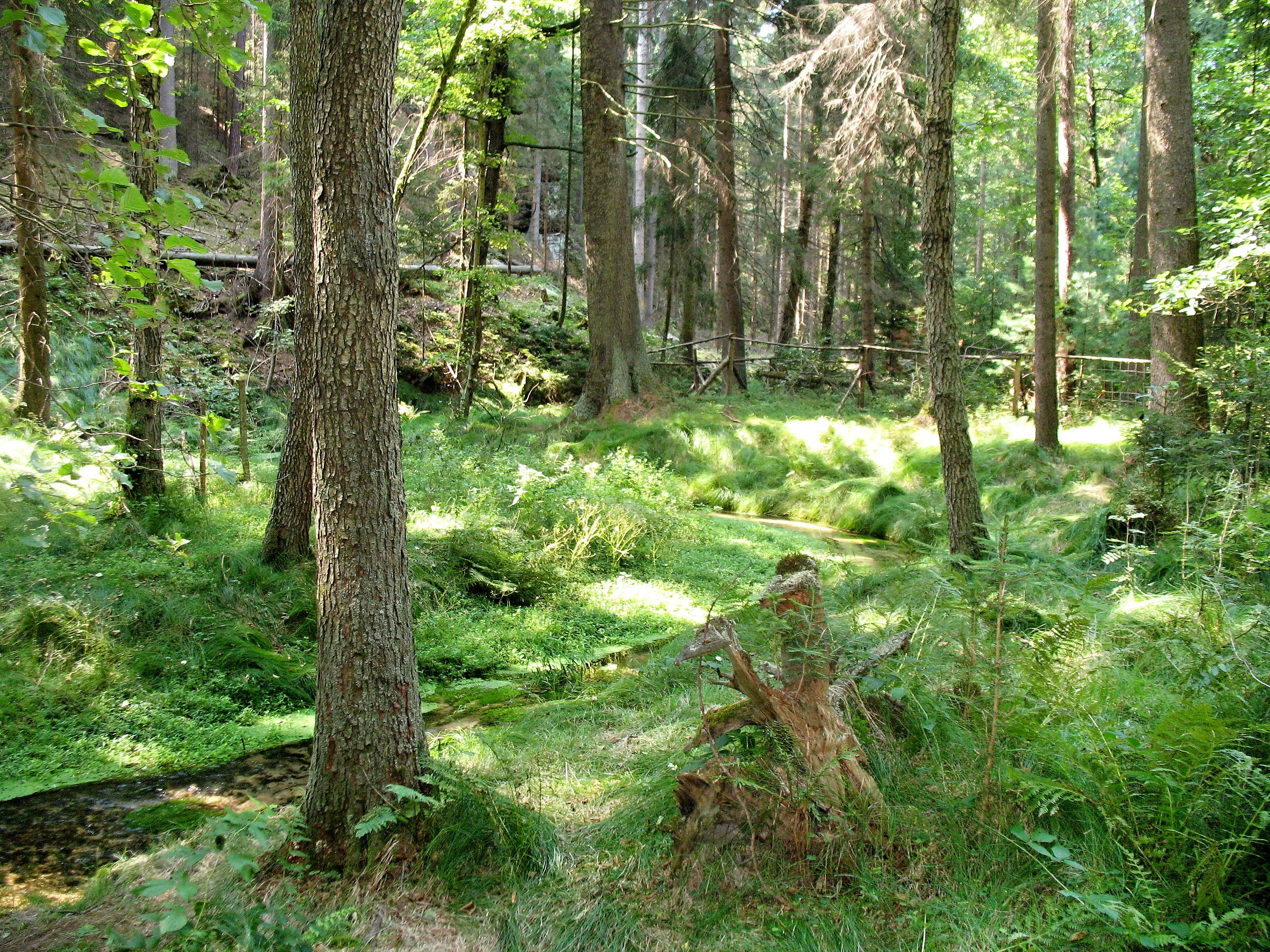
Les poblíž Hubertovy studánky
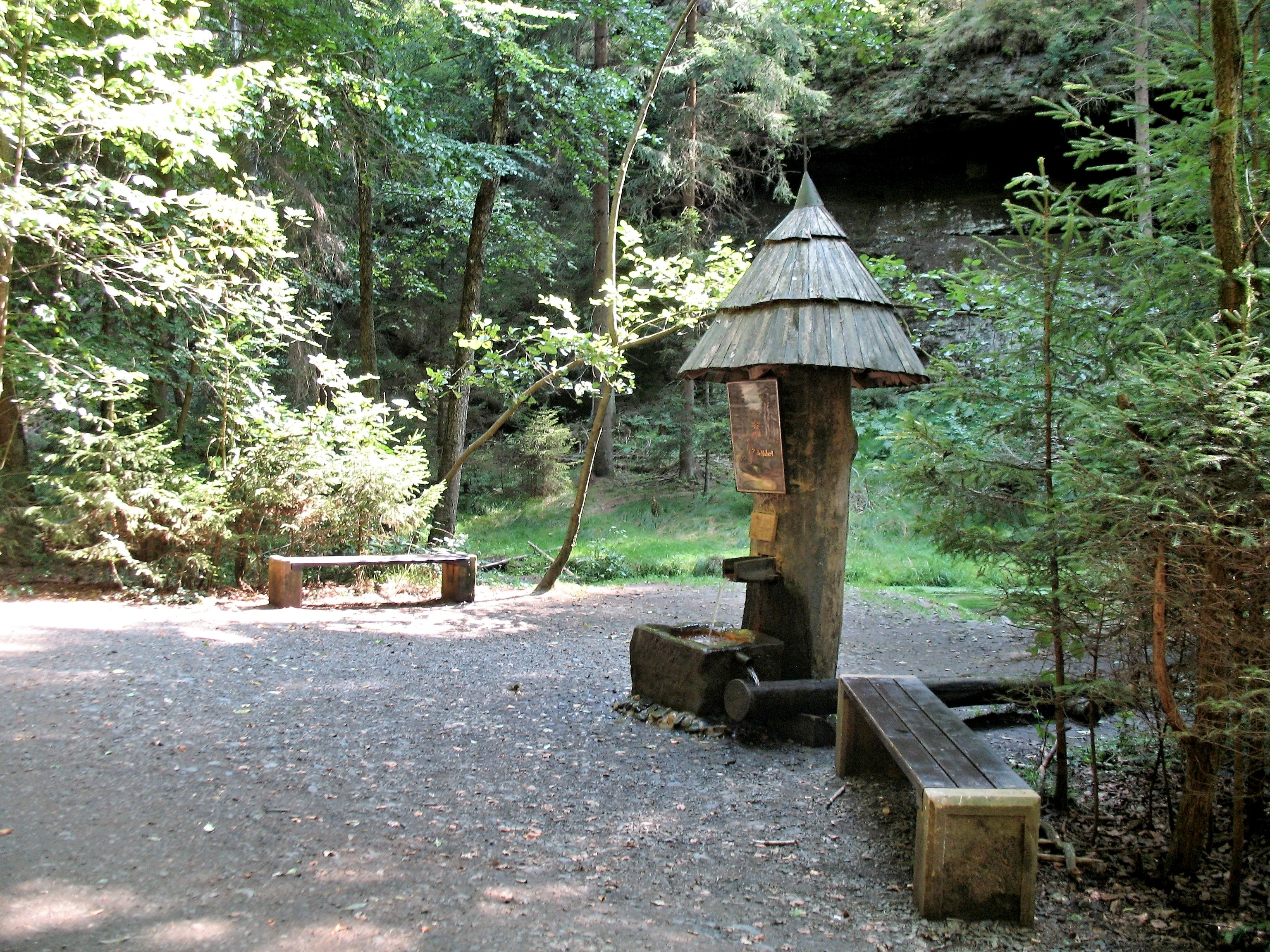
Hubertova studánka